# Muniz (Texas)
Pour les articles homonymes, voir Muniz.
Muniz est une census-designated place située dans le comté de Hidalgo, dans l’État du Texas, aux États-Unis. Sa population s’élevait à 1 370 habitants lors du recensement de 2010.